# Brigham Young University–Hawaii
Brigham Young University–Hawaii är ett universitet i Laie i Hawaii i USA, grundat 1955. Universitetet ägs av Jesu Kristi Kyrka av Sista Dagars Heliga. Trots detta krävs det inte att studenter är mormoner fast mormoner prioriteras i ansökningsprocessen och de betalar lägre läsårsavgifter. Enligt universitetets egen anmälan är cirka 3 % av studenter icke-mormoner. Dessa studenter antas dock också följa universitetets hederskod som baserar sig på mormonernas moraluppfattning.
BYU i Hawaii anses vara ett kvalitetsuniversitet men med förmånliga läsårsavgifter.
Universitetet består av sju fakultet:
- Humanistiska fakulteten
- Fakulteten för ekonomi och förvaltning
- Fakulteten för kultur, språk och konst
- Fakulteten för sociala och pedagogiska vetenskaper
- Fakulteten för matematik och informationsteknologi
- Fakulteten för teologi
- Fakulteten för naturvetenskap